# Gandini (cognome)
Gandini è un cognome di lingua italiana.

## Varianti
Gandi, Gandino.

## Origine e diffusione
Cognome tipicamente centro-settentrionale, è presente prevalentemente in Piemonte.
Potrebbe derivare da un toponimo come Gandino, Gandellino e Gandosso nel bergamasco oppure dal prenome Galdino, variante del prenome Gualtiero, risultando quindi affine al cognome Gualtieri.
La variante Gandi copre il medesimo areale.

## Persone
- Alessandro Gandini (1807-1871) – musicista italiano, figlio del musicista Antonio
- Angelo Gandini (1931-1999) – ex calciatore italiano, di ruolo centrocampista
- Antonio Gandini (1786-1842) – musicista e compositore italiano, padre del musicista Alessandro